# Microlipophrys adriaticus
El blénido adriático es la especie Microlipophrys adriaticus, un pez de la familia de los blénidos. Su nombre alude a la única zona donde es común, el mar Adriático.

## Hábitat natural
La especie se distribuye por algunas zonas del mar Mediterráneo, sobre todo por mar Adriático y el mar Egeo, aunque también ha sido observado en el golfo de Génova, así como en la costa del mar Negro de Turquía. Es seguramente una especie de amplia distribución por el Mediterráneo, pero se tiene poca información sobre sus poblaciones.
Se encuentra a una profundidad entre 0'1 y 1 metro con comportamiento demersal. Vive en costas rocosas, así como en áreas de rocas cubiertas de algas filamentosas y en aguas salobres, en todas ellas habita grietas de las rocas y otros escondites como conchas de moluscos y crustáceos y en agujeros en la arena.
Esta especie debe estar afectada por la contaminación, pero no hay estudios que lo demuestren, por lo que es calificada como especie de "preocupación menor".

## Morfología
Con la forma característica de los blénidos y coloración verdosa críptica, la longitud máxima descrita es de 5'2 cm.

## Comportamiento
Es una especie ovípara que deposita los huevos pegados con adhesivo filamentoso a las rocas. En la guardería seleccionada por el padre, varias hembras depositan sus óvulos, que son todos fecundados por el macho propietario, el cual se encarga de su cuidado y defensa hasta el momento que eclosionan.